# Kariokarovke
Kariokarovke (lat. Caryocaraceae nom. cons.), manja biljna porodica u redu malpigijolike. Ime je dobila po rodu kariokar (Caryocar), tvrdom južnoameričkom drveću sa 16 vrsta, od kojih neke imaju jestive plodove, koji mogu biti veličine kokosovog oraha, dok od nekih vrsta tamošnja indijanska plemena pripremaju otrov za lov. Neke vrste kariokara rastu i po Srednjoj Americi i Antilima.
Drugi rod ove porodice je Anthodiscus s deset priznatih vrsta.

## Opis
Pripadnici Caryocaraceae su zimzeleno drveće do grmova čije lišće ima tri listića i bazalne stipule. Veliki cvjetovi nalaze se u grozdovima na krajevima grana i imaju mnogo dugih, raširenih prašnika; latice su relativno neugledne. Korijen sadnice je spiralno uvijen. Porodica sadrži 2 roda, Anthodiscus (15 vrsta) i Caryocar (6 vrsta), koji se nalaze u Neotropima, posebno u Amazoniji. Neki plodovi Caryocara koriste se kao otrovi za ribe. U Južnoj Americi oni su izvor jestivih souari orašastih plodova, koji se skupljaju u divljini (C. nuciferum) i uzgajaju (C. amygdaliferum).